# Forlì-Cesena (provins)
Forlì-Cesena är en provins i regionen Emilia-Romagna i Italien. Forlì är huvudort i provinsen. Provinsen bildades när Kungariket Sardinien 1859 annekterad området från Kyrkostaten. År 1992 delades provinsen när området kring staden Rimini bildade provinsen Rimini. Provinsen hette Forlì till år 1999 då namnet ändrades till Forlì-Cesena.

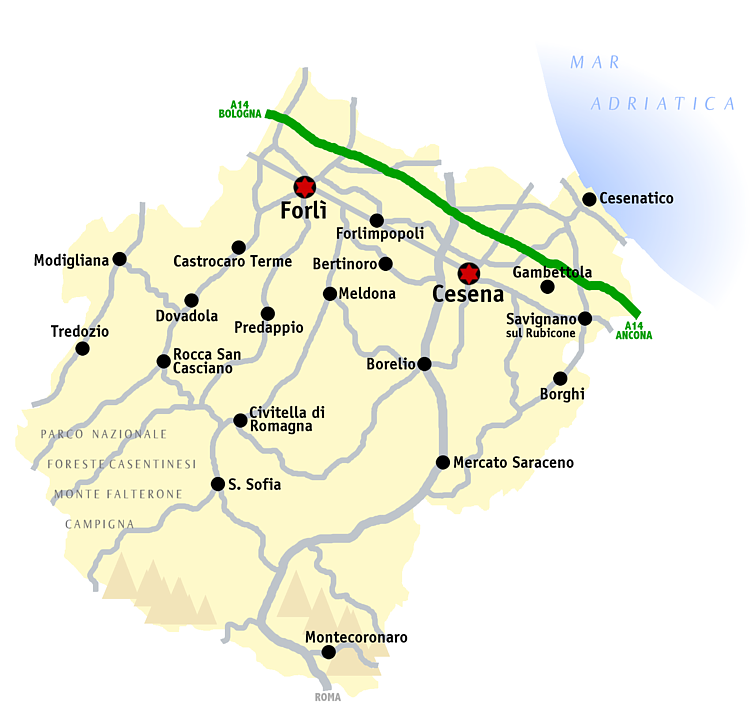
Karta över provinsen

## Administration
Provinsen Forlì-Cesena är indelad i 30 comuni (kommuner). Alla kommuner finns i lista över kommuner i provinsen Forlì-Cesena.